# Masacres de Markale
Las masacres de Markale fueron dos bombardeos perpetrados por el Ejército de la República Srpska (VRS) contra objetivos civiles durante el sitio de Sarajevo, en el marco de la guerra Croata-Bosnia, considerada parte de la más extensa guerra de Bosnia. Tuvo lugar en el mercado de Markale, ubicado en el centro histórico de la ciudad de Sarajevo, hoy día la capital de Bosnia y Herzegovina. 
La primera tuvo lugar un 5 de febrero de 1994 donde 68 personas fueron asesinadas y 144 resultaron heridas. La segunda tuvo lugar el 28 de agosto de 1995, cuando cinco impactos de mortero mataron a 43 personas y sus esquirlas dejaron heridas a otras 75. Este hecho posteriormente sería la excusa para el inicio de los ataques aéreos de la OTAN contra las tropas de la formación paramilitar serbobosnia, tras los cuales se vieron obligados a firmar los acuerdos de paz de Dayton y se llegaría al fin de las hostilidades en Bosnia y Herzegovina.

## Hechos
Sarajevo siempre fue un gran ejemplo de la posibilidad de una convivencia étnica en la antigua Yugoslavia y era por ello un objetivo de alto valor tanto para las tropas bosnias como para las croatas y las serbio-bosnias; quienes se fijarían como objetivo obtenerla, cada uno para su bando.
Como un hecho de incierto origen, los ataques fueron concebidos para desestabilizar la delicada situación durante el asedio al que Sarajevo fue sometida, como una forma de someter al terror y a la hambruna a sus habitantes, pero, dado que no creían ser objetivos de valor, los civiles siguieron con sus rutinas como de costumbre hacían. Es allí donde aprovechan los mandos serbobosnios para dirigir sus ataques en contra de la población civil bosniomusulmana, para someterla a la idea que allí les sería imposible vivir en paz.

### Primera masacre
La primera masacre ocurrió entre las 12:10 y las 12:15 p. m.., el 5 de febrero de 1994, cuando un impacto de una granada de mortero de 120 milímetros cayó en el pleno centro del atiborrado mercado. Rescatistas y personal de las Naciones Unidas se desplazaron de inmediato para socorrer a los numerosos civiles heridos durante los ataques, mientras fotografías de la situación y tomas en video de los eventos pronto llegaron a hacerse públicas en el mundo. La controversia sobre los hechos y el sobre quién inició los ataques aún son tema de discusión entre los estudiosos del tema. Un reporte inicial de la UNPROFOR decía que el ataque fue iniciado dese las posiciones de las tropas gubernamentales Bosnias. El general Michael Rose, el comandante británico de la UNPROFOR, reveló posteriormente en sus memorias que tres días después del bombardeo, le dijo al General Jovan Divjak, el comandante encargado de las ARBiH, que el ataque se habría originado desde las líneas de las tropas Bosnias. Un error de cálculo posteriormente detectado y que no fue hallado hasta en una investigación más profunda de los hechos, reveló que el punto donde se habrían originado los disparos de mortero inicialmente declarados estaba errados. El reporte de la UNPROFOR fue republicado, después de admitir dichas falencias. Con el origen de los bombardeos ya claramente establecido, las Naciones Unidas concluyen que era imposible el determinar desde que bando fueron hechos los disparos realmente, y que dicho punto inicialmente declarado estaba en disputa para el momento de los hechos, haciendo difícil determinar realmente quien fuera el culpable. En el mes de enero de 2003, la sala de juzgamiento del tribunal TPIY en el juicio contra Stanislav Galić, un general serbio y comandante durante el asedio de Sarajevo, concluyó que la masacre fue cometida por fuerzas pro-serbias situadas alrededor de Sarajevo. Galić fue sentenciado a pena privativa de la libertad de carácter permanente, es decir; a cadena perpetua, por crímenes contra la humanidad durante el Sitio de Sarajevo.

### Segunda masacre
Esta tuvo lugar exactamente 18 meses después de la primera, cerca de las 11:00 AM; el 28 de agosto de 1995. En esta ocasión, cinco impactos de mortero fueron disparados, pero las bajas solo fueron de 43 personas muertas y de 75 heridos. Las autoridades de la Republika Srpska, como lo sucedido en el incidente de 1994, negaron cualquier responsabilidad en los hechos y acusaron a la parte Bosnia de bombardear a su propio pueblo para incitar más a los actores internacionales a iniciar una muy factible intervención. En un reporte de la asamblea general de la ONU, los mandos de la UNPROFOR consideraron que la evidencia era clara: un reporte de carácter confidencial hecho después de los hechos del primer ataque, concluyó que todos los cinco disparos provenían de piezas operadas por las tropas del VRS. Tan pronto las conclusiones de los estudios técnicos y meteorológicos llegaron, y se confirmaron condiciones de seguridad para el viaje del personal de las Naciones Unidas por territorio serbio-bosnio, la Operación Deliberate Force inició. La investigación posterior de la UNPROFOR afirmó que:

Cinco impactos hicieron blanco en la zona colindante del Mercado de Markale a las 1110 horas el 28 de agosto de 1995. Un impacto, en particular, causó la mayoría de las muertes, heridos y otros daños", y encontraron que "tras analizar todos los datos disponibles, para el juicio que sería llevado a cabo posteriormente por dichos hechos, se encontró que era razonable que dudar que todos los disparos de mortero hechos en el curso de los ataques sobre el Mercado de Markale, todos proveníeran desde posiciones de las tropas serbob-bosnias y/o sus territorios". La investigación de las UNPROFOR concluyó luego que tras "Basándose en los hechos y en la evidencia presentada, las posiciones de los cinco morteros de los cuales provinieron estos impactos estaban en el territorio de las tropas serbo-bosnias, y que probablemente estos dispararon desde el área del monte Lukavica, en un rango entre los 3000 y 5000 metros".

## Juicio
Tras los hechos, las autoridades de la Republika Srpska, así como en los incidentes de 1994, negaron cualquier responsabilidad sobre dichos hechos y se enfilaron como antes a acusar a las autoridades bosnias de bombardear a su propia gente con el fin de incitar al desprecio y el desprestigo en las naciones de la OTAN, para así llevarlas a una intervención directa en dicho conflicto.
En contraste con los hallazgos de la UNPROFOR, y en el que los disparos fatales habrían provenido desde la dirección de Lukavica, el tribunal de juzgamiento del TPIY halló en el caso de Dragomir Milošević que "persuadidos por la evidencia suministrada por la policía de Bosnia y Herzegovina, el UNMO y la primera investigación de las UNPROFOR" que concluye que "la dirección de tiro provenía desde una ubicación en los 170 grados, esto es, el cerro Trebevic, el cual dicta que; "era una posición (serbobosnia) dentro de las tierras y/o el territorio en manos del SRK" era un hecho más con el que se hacía más que probable que las tropas serbo-bosnias fueran las culpables. 
En un segundo proceso, esta vez en el caso contra Momčilo Perišić, también se halló que "El impacto de mortero fue disparado desde territorio bajo el control del VRS y donde había tropas del VRS (serbo-bosnias), desde las faldas del monte Trebevic". El Coronel Andrei Demurenko, un experto ruso del tema, aseveró también que la investigación de la UNPROFOR fue defectuosa, ya que comenzó a partir de la conclusión de que los proyectiles fueron disparados desde posiciones serbobosnias y no se probarían otras hipótesis aparte de la anterior; y que él, inmediatamente y luego de visitar las supuestas locaciones de los morteros, encontró que ninguna de las dos podría ser utilizada para disparar los proyectiles. Él concluyó que los reportes fueron falsificados con el fin de darle una justificación a las operaciones de la OTAN contra Serbia.
David Harland, el máximo delegado para asuntos civiles de las Naciones Unidas en Bosnia, declaró que, tras el juicio al General Dragomir Milošević en el tribunal TPYI en el cual fue hallado culpable, también se vio que era el responsable por la creación del mito de que las UNPROFOR no eran capaces de determinar desde dónde se habrían disparado los proyectiles de mortero que causaron la segunda masacre de Markale. Este mito sobrevivió hasta por más de diez años, y Harland dijo que este tal vez denendría de la "declaración de neutralidad" hecha por el General Rupert Smith, el comandante de las UNPROFOR. El día del segundo ataque a Markale, el General Smith dijo que "Era incierto el determinar quien disparó los proyectiles de mortero" al tiempo que él mismo había ya dado a conocer el reporte técnico de la sección de inteligencia de las UNPROFOR, en el que se determinaba más allá de la duda razonable que "dichos disparos se efectuaron desde posiciones del VRS en Lukavica”. Harland mismo le había advertido al General Smith sobre hacer "una declaración neutral con el fin de no alterar los ánimos de los serbios y cuyo efecto podría haber sido el prevenirlos de los ataques aéreos que estaba preparando la OTAN contra los objetivos de sus posiciones hasta haberlos podido acusar certeramente", lo cual pudo dar pie a desestimar el tema de la seguridad del contingente de los cascos azules de las Naciones Unidas en el territorio bajo control del VRS o en las posiciones donde ellos "pudiesen haber sido recibidos por ataques retaliativos por parte de los serbios".
En enero de 2004, la parte acusadora en el juicio contra Stanislav Galić, un general serbobosnio, y comandante de la Brigada Sarajevo-Romanija en el sitio de Sarajevo, introduce en la evidencia un reporte que incluye el testimonio del experto en municiones Berko Zečević. Trabajando junto a dos de sus colegas, la investigación de Zečević reveló un total de seis posibles ubicaciones desde las cuales pudieron provenir los proyectiles en el primer ataque sobre el mercado de Markale, de las cuales cinco sitios se sabía que eran posiciones bajo el control del VRS y una sola bajo el control del ARBiH. La ubicación del ARBiH en cuestión era visible para los observadores de las UNPROFOR en el momento del ataque, quienes reportaron que ningún proyectil provino desde esa posición. En partes posteriores del reporte de Zečević que contienen cierta descripción de los componentes de los proyectiles y su posible uso, se deduce que estos pudieron haber sido lanzados solo desde dos ubicaciones dadas sus características, y que ambas ubicaciones estaban bajo el control del Ejército de la República Srpska. La corte eventualmente en el transcurso del juicio contra Galić le halló culpable y sentó el precedente de que todos los cinco disparos vinieron desde dichas ubicaciones, tras lo cual la acusación le incluyó en los cargos también el ataque a Markale. Aunque ampliamente reportado por la prensa y los medios internacionales, el Comité por los Derechos Humanos de Helsinki expuso que dicho veredicto fue desconocido oficial y sistemáticamente en Serbia misma.
En el 2007, el General Dragomir Milošević, anterior comandante de la formación paramilitar Brigada Sarajevo-Romanija, fue encontrado culpable de los bombardeos y la campaña de terror contra Sarajevo y sus ciudadanos mediante el uso de francotiradores entre el mes de agosto de 1994 hasta finales del año 1995. Fue sentenciado a 33 años en prisión. La cámara de juzgaminto concluyó que el mercado del pueblo en Markale fue bombardeado el 28 de agosto de 1995 por una ronda de calibre 120 mm de mortero disparada desde la ubicación de la Brigada Sarajevo-Romanija. Sin embargo, en el 2009 en la sala de apelaciones del tribunal TPIY se cambió la convicción sobre el caso de Milošević[cita requerida] por el bombardeo del 28 de agosto de 1995, en el mercado de Markale, y Momčilo Perišić fue absuelto de todo cargo por dicho incidente en el año 2013.
Según las declaraciones de Tim Judah, "El argumento de los serbios era grotesco, pues querían hacerle creer al mundo entero que, a pesar de que cientos de miles de cartuchos habían sido disparados, ninguno hirió a alguien". Así como Miroslav Toholj, el novelista que luego se haría al cargo de ministro de información y prensa de la República Srpska citara posteriormente, "Nosotros, los serbios; nunca matamos a civiles".